# Sokół I Bydgoszcz
OPN Sokół I Bydgoszcz – bydgoski klub sportowy założony 1 września 1924 roku przy gnieździe Sokoła w bydgoskim Śródmieściu. Przez 5 sezonów (1931-1935) piłkarze tego klubu grali w klasie A Pomorskiego Związku Okręgowego Piłki Nożnej, gdzie w sezonie 1933 i 1934 zdobyli II miejsce. Rozwiązany podczas II wojny światowej.

## Historia
1 września 1924 roku przy przy gnieździe Sokoła-Macierz w bydgoskim Śródmieściu, utworzono oddział piłki nożnej. Głównymi inicjatorami byli piłkarze  Polonii Bydgoszcz, którzy opuścili dotychczasowy klub: Feliks Paczkowski, Gołembiewski, Edmund Drożniewski oraz Kazimierz i Roman Krzyżyńscy. Pierwszym prezesem został Gołembiewski, w 1925 roku funkcję tę objął urzędnik państwowy Roman Krzyżyński.
Sekretariat O.P.N. znajdował się początkowo w mieszkaniu Romana Krzyżyńskiego przy ul. Gdańskiej 71a. Treningi odbywały się co środę i sobotę na boisku Patzera a zebrania w lokalu kupca Feliksa Bosiackiego przy ul. Gdańskiej 90. Swój pierwszy mecz drużyna rozegrała 14 września 1924 r. z klubem mniejszości niemieckiej Sportbrüder Bydgoszcz, wygrywając 4:0. Klub w sezonie 1933 zdobył wicemistrzostwo Pomorza za Polonią Bydgoszcz. W kolejnym sezonie drużyna zdobyła ponownie wicemistrzostwo za Gryfem Toruń. W marcu 1932 roku Sokół I rozegrał mecz towarzyski z ligową drużyną WKS 22 pp Siedlce, przerywając 1:4. W lipcu 1934 roku Sokół I rozegrał mecz towarzyski z niemiecką drużyną Danziger Sport Club z Gdańska, wygrywając 2:1. W czerwcu 1935 roku Sokół I rozegrał dwa mecze towarzyskie z niemiecką drużyną Victoria Elbing z leżącego wówczas na terytorium Niemiec Elbląga. Pierwszy mecz zakończył się remisem 2:2, drugi porażką Sokoła I 2:4. Przed rozpoczęciem sezonu 1935 r. z klubu odeszło wielu podstawowych zawodników, którzy zostali przejęci przez fabryczny KS Ciszewski Bydgoszcz, gdzie za grę w drużynie otrzymali pracę w fabryce i drużyna spadła do klasy B. W sezonie 1939/40 drużyna Sokoła I rozegrała swój ostatni mecz w klasie B, 20 sierpnia w Nakle z tamtejszym klubem Czarni Nakło, remisując 1:1.

## Sukcesy
- II miejsce w A-klasie w sezonie 1933, 1934
- Mistrzostwo Bydgoszczy - 1925, 1933, 1934